# Foscor total
Foscor total (títol original en francès, Gueules noires) és una pel·lícula fantàstica francesa, dirigida per Mathieu Turi i estrenada el 2023. S'ha subtitulat al català.
La pel·lícula comença l'any 1956, al nord de França. Un grup de miners subterranis es veu obligat a portar un professor per prendre mostres a mil metres sota terra. Després d'una esllavissada de terra els impedeix tornar a pujar, descobreixen una cripta d'un altre temps, i sense saber-ho, desperta una criatura llegendària assedegada de sang.

## Argument
El 1856en una mina del nord de França, un deflagrador és enviat pels seus col·legues per fer explotar una bossa de gas. Aterroritzat per una aparició, l'explosiu detona massa aviat, provocant l'ensorrament de la galeria i atrapant-lo a ell i a una trentena de miners.
Exactament cent anys després, arriba al lloc Amir, un jove marroquí contractat per treballar en aquesta mina. S'uneix a l'equip experimentat de Roland Neuville format per Polo, Miguel, Santini i Louis, un racista notori. Una setmana més tard, l'equip és escollit per portar el professor Berthier a les profunditats de la mina a canvi d'una recompensa. Roland sospita que el professor els amaga alguna cosa perquè aquest vol que cavin en un lloc concret i els miners descobreixen una gruta.

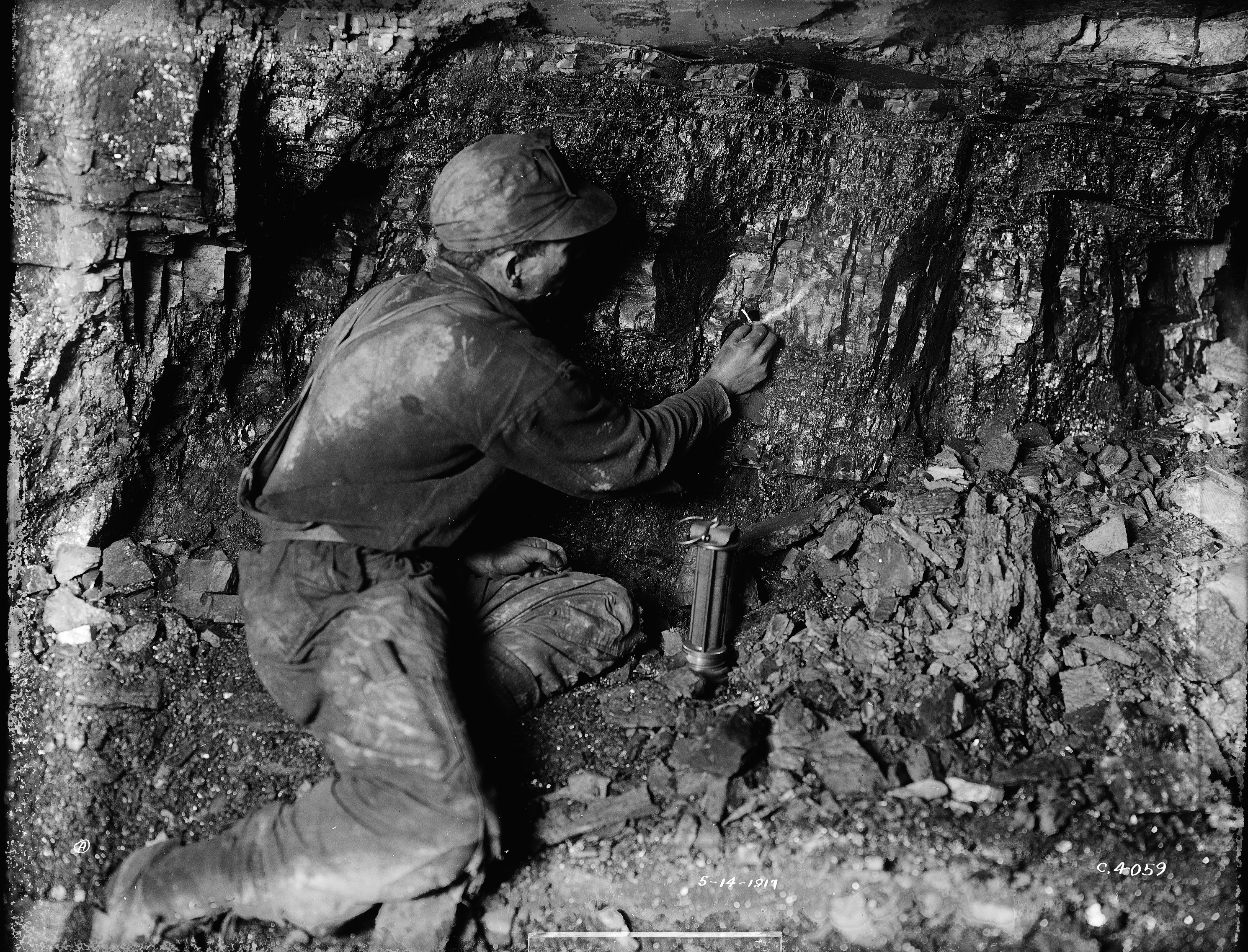
Minaire a una mina de carbó.

Un cop tothom ha baixat,  identifiquen el lloc com "els Condemnats de Sant Lluís", la mina on els miners havien quedat atrapats cent anys abans. Amb Berthier desaparegut, l'equip es va dividir en dos. Amir, Louis i Santini descobreixen un dels cadàvers dels miners així com un missatge d'advertència que aquest últim va escriure amb la seva sang. Louis aprofita per agafar-se les butxaques i agafa una pedra tallada. Unint-se a l'altre grup que va trobar en Berthier fent fotos, el professor accepta que tothom pot tornar a la superfície un cop ha volat una paret que conté un tresor inestimable segons ell. Aleshores troben una cripta que conté un estrany sarcòfag que una civilització antiga venerava. Roland decideix que tothom torni a la superfície, però el camí que va fer Polo s'ensorra i els atrapa a tots.

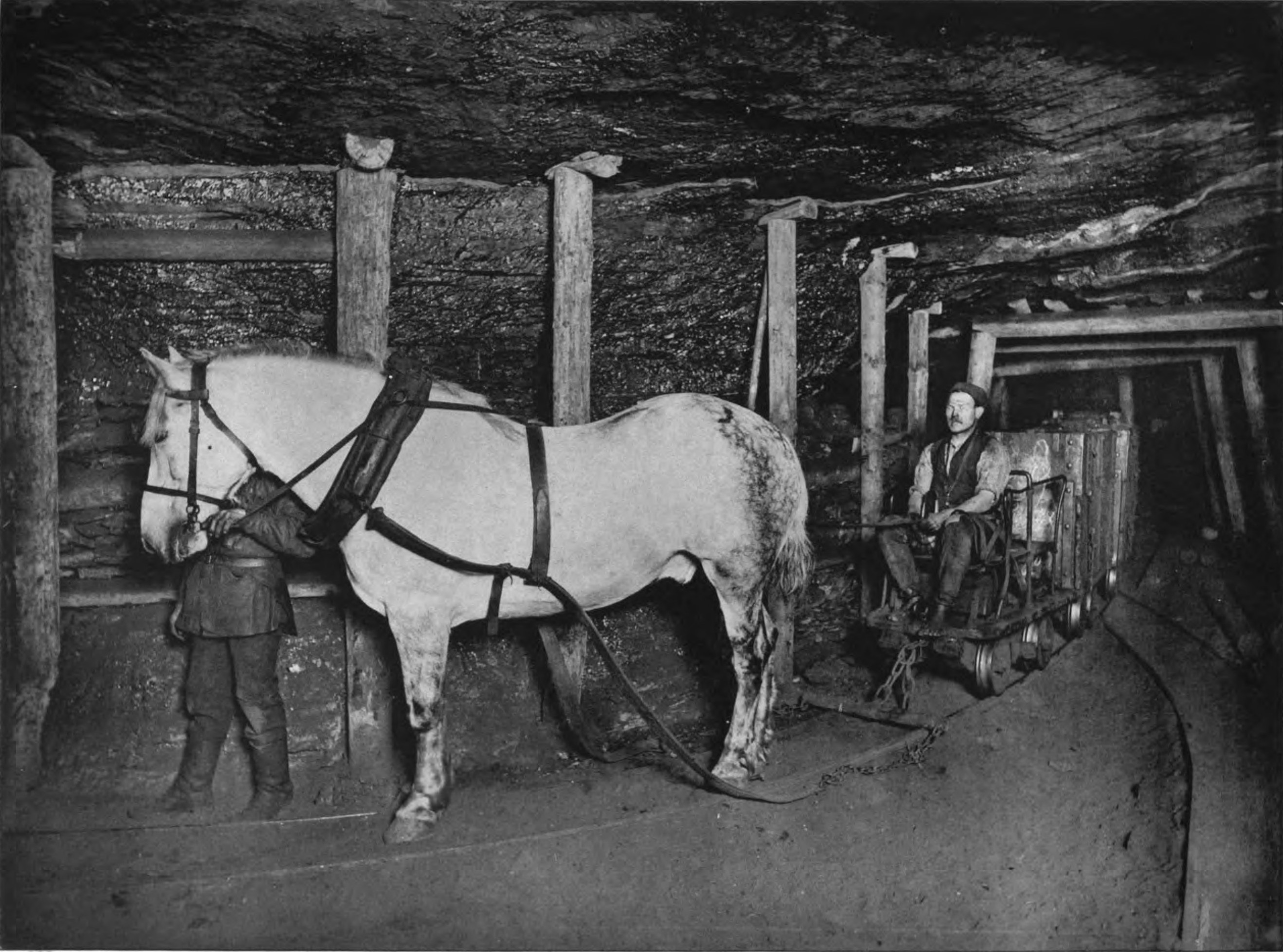
Cavall a una mina, evocant Cartouche.

Amb Santini ferit a la cama, Roland espera que els altres miners vinguin a ajudar-los però Polo explica que no ha vist ningú. Roland entén que Berthier ha privatitzat la mina pel dia i que s'han de gestionar ells mateixos. Vagant per la mina, l'Amir troba en Polo i en Louis intentant obrir la tomba, convençuts que hi trobaran pedres precioses. L'Amir utilitza la pedra de Louis que resulta ser una clau i els seus dos companys s'apoderen de les joies. L'Amir els demana que s'aturin, però és colpejat per Louis perquè no parli i fuig als passadissos. La criatura de la tomba es desperta i persegueix els seus dos companys, matant a Polo i després a Santini.
Davant d'una espera de dotze hores perquè els altres miners baixin i sense prou explosius, l'equip ha de triar: matar la criatura o netejar un pas. Berthier suggereix que tornin a la cripta per trobar una sortida i, a través de molta exploració, l'equip es troba amb cambres de sacrifici en honor a Moknorot "El menjador d'ànimes". Tornant sistemàticament al seu punt de partida, els homes segueixen un camí tacat de sang fins a una cavitat. Berthier i Amir s'afanyen a trobar el cadàver del cavall de Polo, Cartouche, que havia fugit. Aleshores, Berthier prem un mecanisme que tanca la porta perquè creu que, a excepció d'Amir, els altres miners el consideren responsable de la situació i planegen matar-lo un cop trobin la sortida. Altres inscripcions indiquen que Moknorot no està sol i que altres vuit monstres com ell sortiran a la superfície per preparar-se per a l'arribada d'un primigeni, Cthulhu. Llavors Amir entén que un palíndrom escrit en una paret indica la sortida però Moknorot emergeix del cadàver del cavall on s'havia refugiat. Amir aconsegueix escapar gràcies als seus companys però Berthier és assassinat pel monstre mentre intenta admirar-lo.
Els miners supervivents segueixen el rastre, però Miguel és assassinat mentre el monstre porta en Louis a una part inexplorada de la mina. Roland i Amir arriben a la sortida però aquesta ha estat bloquejada segles enrere i decideixen tornar a pujar pel pou del sacrifici, la seva darrera esperança. Moknorot aprofita per arrossegar Amir a través de la mina fins al seu tron i, fent servir en Louis, greument ferit però encara viu, a qui decapita per comunicar-lo, s'ofereix a deixar sortir Amir a canvi que ell també esdevingui un déu. Amir el fereix i troba el pou que Roland ja ha començat a escalar. Després d'haver quedat el detonador a sota, els dos homes se sacrifiquen per matar el monstre.

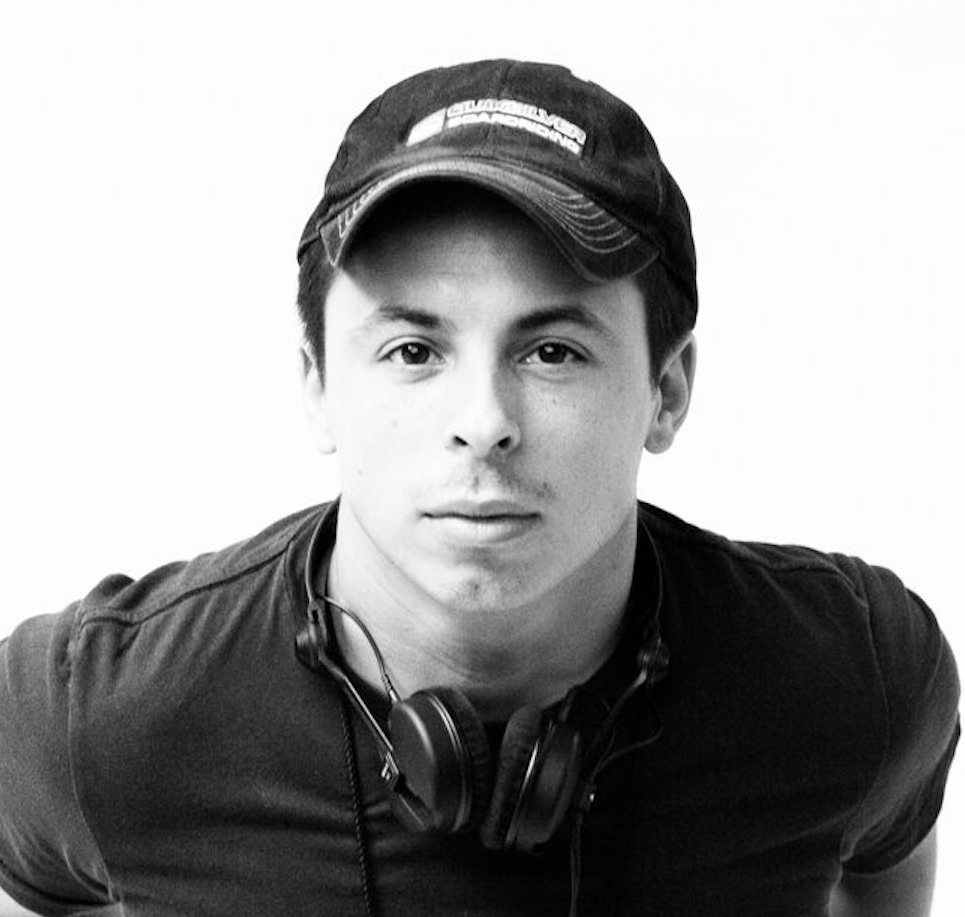
Mathieu Turi

## Repartiment
- Samuel Le Bihan : Roland Neuville
- Jean-Hugues Anglade :  Pr. Berthier
- Philippe Torreton : Fouassier, el director de la mina
- Thomas Solivérès : Louis
- Amir El Kacem : Amir
- Diego Martín : Miguel
- Marc Riso : Polo
- Bruno Sanches : Santini
- Mikaël Fitoussi : el miner que canta
- Wabinlé Nabié : el penitent

Fotos dels principals actors de la pel·lícula
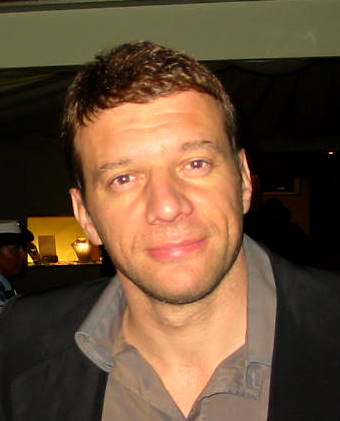
Samuel Le Bihan
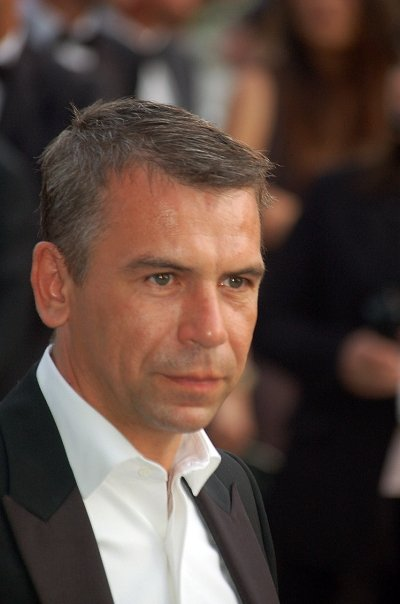
Philippe Torreton
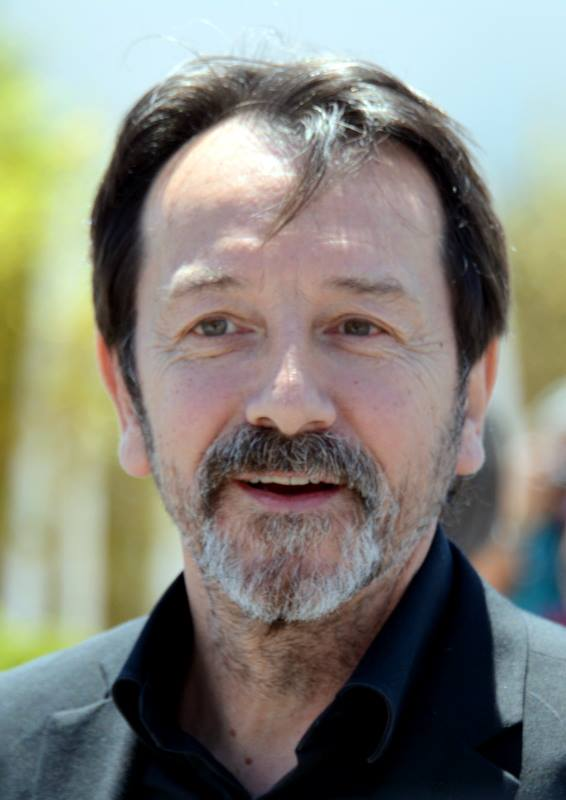
Jean-Hugues Anglade
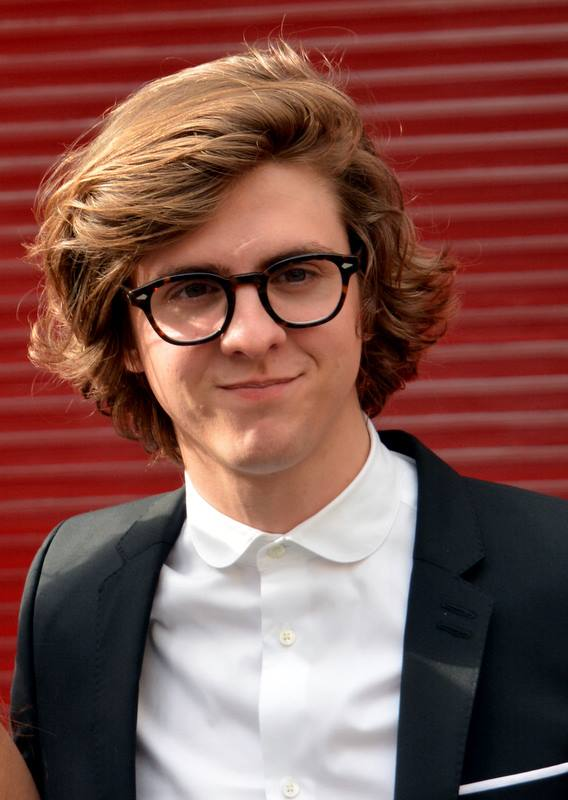
Thomas Solivéres
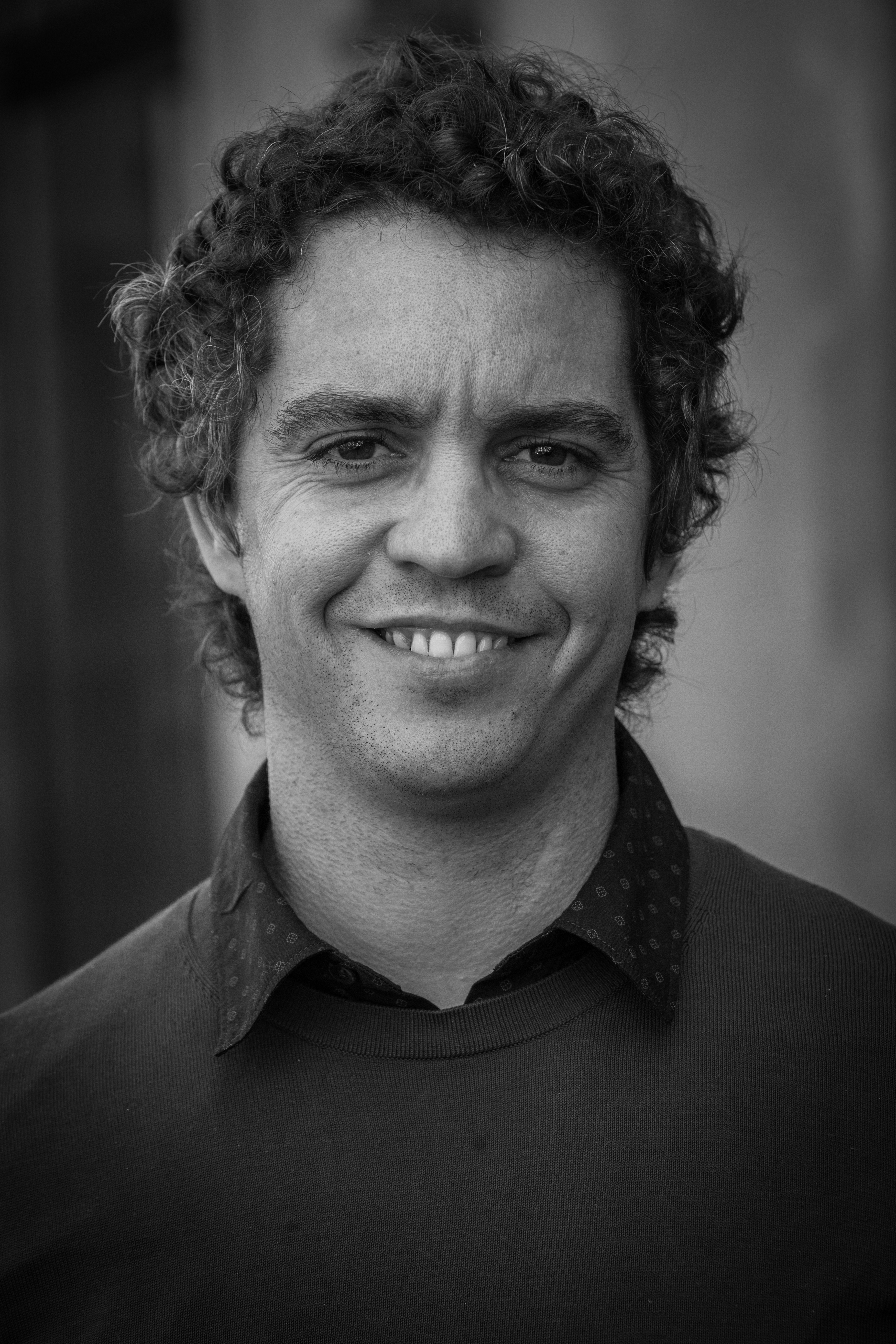
Bruno Sanches

## Producció

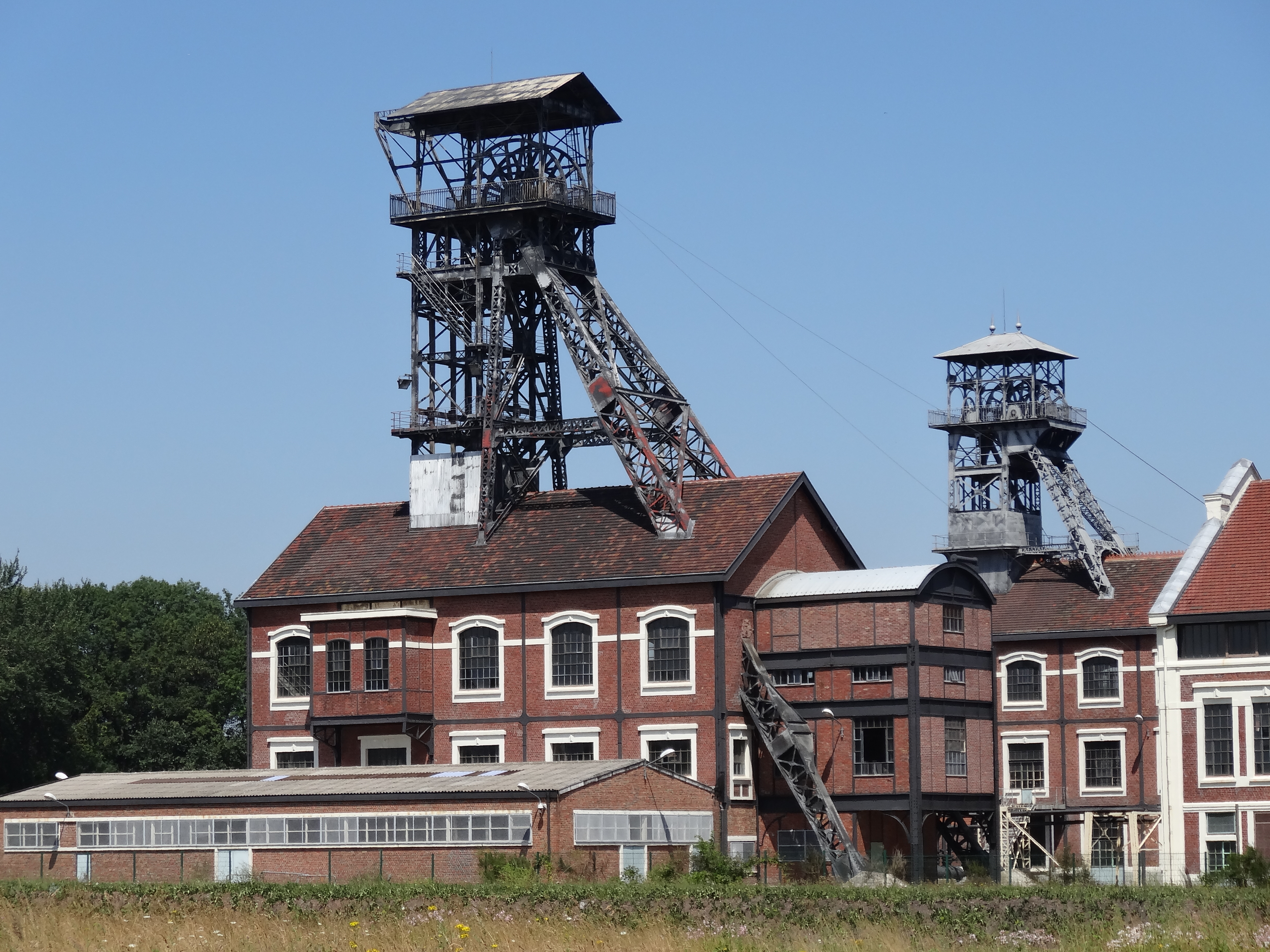
Fossa n° 9 - 9 bis de les mines de Dourges

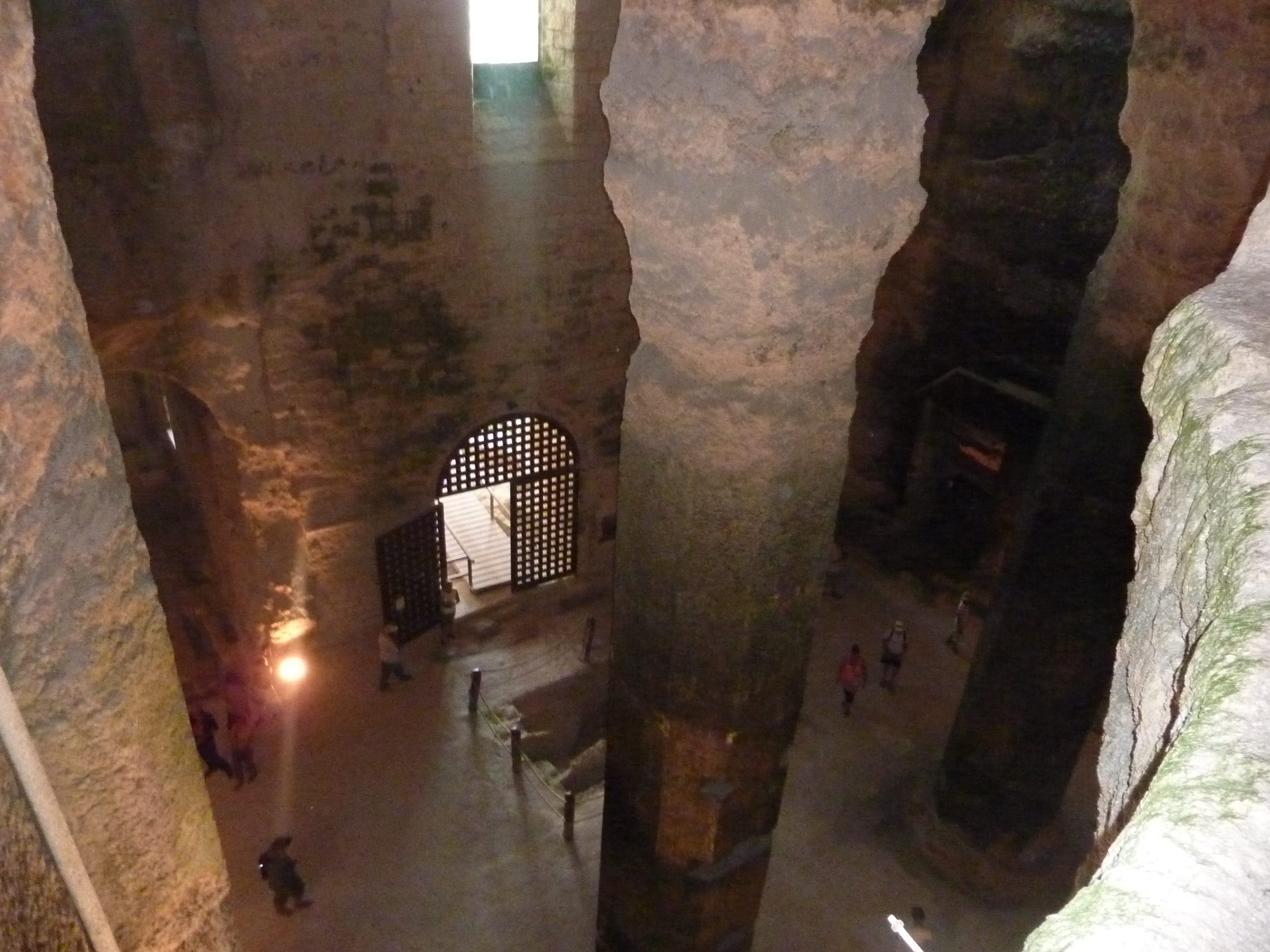
l'església monolítica d'Aubatèrra a Charente

### Gènesi i desenvolupament
Gueules noires és la tercera pel·lícula de Mathieu Turi després d' Hostile i Méandre els temes de les quals es van centrar al voltant del tema de la supervivència. Menys centrada en aquest tema, la pel·lícula, tanmateix, continua sent molt inquietant.
Admirador de les obres de l'escriptor estatunidenc Howard Phillips Lovecraft i amb ganes de transposar aquesta atmosfera a l'escenari original de la conca carbonífera del Nord-Pas-de-Calais, el director va anar a explorar el lloc "Arenberg Creative Mine", un antic jaciment miner amb la seva fossa i edificis, el lloc on s'havia rodat la pel·lícula de Claude Berri, Germinal el 1993.

### Durada i llocs de rodatge
El rodatge comença el 7 de novembre de 2022 i té lloc als departaments de Nord] (a la fossa Arenberg a Wallers) i Pas-de-Calais (a la fossa n. 9 - 9 bis de les mines de Dourges a Oignies així com a Bruay-la-Buissière i el seu museu de la mineria) així com a l'església monolítica a Aubatèrra a Charente. Mathieu Turi anuncia el final del rodatge l'11 de gener de 2023.

### Referència als mites de Cthulhu
El nom d'Abdul al-Hazred, el famós autor de ficció del Necronomicon i personatge deld mites de Cthulhu és esmentat específicament per  Berthier (que fins i tot explica que és tan boig) en aquesta pel·lícula, que ajuda a explicar l'existència estimada per aquest professor com a molt antiga del sarcòfag amagat al fons de la mina i en el qual es tancaria un "déu.

### Efectes especials
L'escultor japonès Yoneyama Keisuke és el dissenyador de la criatura (Moknorot) i l'artista de maquillatge en efectes especials Jean-Christophe Spadaccini (que ja ha treballat amb Mathieu Turi), es va encarregar de la seva  animacioó.

## Estrena
La pel·lícula es va estrenar el 15 de novembre de 2023 a 118 sales. Va vendre 3.224 entrades durant el seu primer dia i menys de 35.000 entrades durant la seva primera setmana en 190 sales. Allunyada de les 10 primeres pel·lícules de la setmana,  Gueules Noires  es presenta com un fracàs comercial important amb només 47.475 entrades durant les sis setmanes de funcionament en els cinemes francesos.

## Crítiques
A França, el lloc Allociné ofereix una valoració mitjana de 2,9/5 basat en 22 titulars de premsa.
El crític cinematogràfic de Le Parisien, Michel Valentin, presenta aquesta pel·lícula com una bona sorpresa, presentant escenografies particularment ordenades i sobretot, molt ben il·luminades, però reconeix, tanmateix, que l' únic petit defecte d'aquesta fantàstica pel·lícula és la presència d'un monstre menys i menys convincent tal com apareix.
Al web de Première, el crític François Léger és molt menys matisat i considera que la flagrant falta de pressupost d'aquesta pel·lícula és evident i que pesa sobre la credibilitat del monstre. També esmenta el nivell d'actuació dramàticament aleatori del càsting. Nicolas Moreno, al web de Les Inrocks, considera que aquesta pel·lícula troba a faltar completament la seva trobada entre "Alien" i "Germinal".